# Тюрон (Канзас)
Тюрон (англ. Turon) — місто (англ. city) в США, в окрузі Ріно штату Канзас. Населення — 309 осіб (2020).

## Географія
Тюрон розташований за координатами 37°48′27″ пн. ш. 98°25′41″ зх. д. / 37.80750° пн. ш. 98.42806° зх. д. (37.807558, -98.427985).  За даними Бюро перепису населення США в 2010 році місто мало площу 1,19 км², уся площа — суходіл.

## Демографія
Згідно з переписом 2010 року, у місті мешкало 387 осіб у 159 домогосподарствах у складі 98 родин. Густота населення становила 326 осіб/км².  Було 210 помешкань (177/км²).
Расовий склад населення:
| - 84,5 % — білих - 4,1 % — корінних американців - 7,5 % — осіб інших рас |

До двох чи більше рас належало 3,9 %. Частка іспаномовних становила 12,4 % від усіх жителів.
За віковим діапазоном населення розподілялося таким чином: 26,1 % — особи молодші 18 років, 56,1 % — особи у віці 18—64 років, 17,8 % — особи у віці 65 років та старші. Медіана віку мешканця становила 39,6 року. На 100 осіб жіночої статі у місті припадало 86,1 чоловіків;  на 100 жінок у віці від 18 років та старших — 85,7 чоловіків також старших 18 років.
Середній дохід на одне домашнє господарство  становив 35 172 долари США (медіана — 28 125), а середній дохід на одну сім'ю — 42 794 долари (медіана — 40 000). За межею бідності перебувало 31,6 % осіб, у тому числі 56,9 % дітей у віці до 18 років та 15,2 % осіб у віці 65 років та старших.
Цивільне працевлаштоване населення становило 116 осіб. Основні галузі зайнятості: освіта, охорона здоров'я та соціальна допомога — 37,1 %, мистецтво, розваги та відпочинок — 13,8 %, роздрібна торгівля — 11,2 %, транспорт — 9,5 %.